# 연풍초등학교 (충북)
연풍초등학교는 대한민국 충청북도 괴산군 연풍면 삼풍리에 있는 공립 초등학교이다.

## 학교 연혁
- 1909년 8월 31일 사립연명보통학교 인가
- 1912년 4월 1일 연풍공립보통학교 개교
- 1938년 4월 1일 연풍공립심상소학교 개칭
- 1941년 4월 1일 연풍공립국민학교 개칭
- 1981년 3월 1일 병설유치원 개원
- 1989년 3월 1일 신풍분교장 본교로 편입
- 1993년 3월 1일 신풍분교장 흡수 통합
- 1996년 3월 1일 연풍초등학교로 개칭
- 1999년 3월 1일 오수초등학교 흡수 통합
- 2016년 3월 1일 제37대 주경례 교장선생님 취임
- 2017년 2월 16일 제104회 졸업증서 수여 (총6,700명)
- 2019년 3월 1일 연풍중학교 행정 통합

## 풍락헌
동헌은 옛 관청인 관아에서 업무를 처리하던 중심 건물을 가리킨다. 연풍동헌은 원래 현종 4년(1663) 현감 성희위가 처음 지었다고 한다. 지금 있는 건물은 영조 42년(1766)에 이전 건물이 낡아 당시 현감 이덕부가 남쪽에 새로 지어 풍락헌이라 이름 지은 건물이다. 1920년부터 당시 연풍보통학교 건물로 사용했으며 1972년 현 위치로 옮겨 연풍초등학교에서 관리하고 있다.
규모는 앞면 5칸·옆면 3칸이며 지붕은 옆면이 여덟 팔(八)자 모양인 팔작지붕이다. 지붕 처마를 받치기 위해 기둥 윗부분에 설치한 공포는 새 날개모양의 익공 양식으로 꾸몄다.

## 참고 자료
- 연풍초등학교 - 한국교육학술정보원 학교알리미